# هال هایگ پریست

هال هایگ پریست (انگلیسی: Hal Haig Prieste) (زاده ۲۳ نوامبر ۱۸۹۶ – درگذشته ۱۹ آوریل ۲۰۰۱) یک ورزشکار ارمنی آمریکایی بود که در رشته شیرجه در بازی‌های المپیک تابستانی ۱۹۲۰ آنتورپ شرکت نمود.

## زندگی‌نامه
هایگ از والدینی ارمنی که به ایالات متحده آمریکا مهاجرت کرده بودند در شهر فرزنو، کالیفرنیا به دنیا آمد. نام خانوادگی اصلی وی "کشیشان" بود. در میان ارمنیان، "هایک" نیز نام اسطوره‌ای است.
وی عضو تیم شیرجه ایالات متحده آمریکا در بازی‌های المپیک تابستانی ۱۹۲۰ آنتورپ بود که در رشته سکوی ۱۰ متر موفق به کسب مدال برنز شد.
هایگ در زمان درگذشتش در سن ۱۰۴ سالگی پیرترین مدال‌آور سابق بازی‌های المپیک بود و نخستین ورزشکار المپیکی که طول حیاتش سه سده (۱۸۹۶ - ۲۰۰۱) را پوشاند.